# Digitális Irodalmi Akadémia
A magyar Digitális Irodalmi Akadémia 1998. június 2-án jött létre a legkiemelkedőbb magyar írók-költők forrásértékű szövegeinek megismertetésére és elérhetővé tételére. Az alapításban Kossuth-díjas vagy a Magyarország Babérkoszorúja díjjal kitüntetett írók vehettek részt.
Céljai közé tartozik, hogy „hozzájáruljon a magyar szépírók legjobbjainak alkotói szabadságát biztosító méltó feltételek megteremtéséhez, műveiket elérhetővé tegye az Interneten. Ezáltal a világ bármely pontján megismerhetővé váljék a kortárs magyar irodalom színe-java, és a nemzeti értéknek számító jelenkori szépirodalmi művek egyre bővülő köre egységesen kezelt adatbázisban elérhető legyen az érdeklődők számára.” Összegyűjtik a tagokról készült fényképeket és ábrázolásokat, a róluk, illetve a műveikről írott publikációkat.
A tagság feltételei:
- 1998-ig Kossuth-díj, illetve Magyarország Babérkoszorúja díj (ez csak az induláskor volt megkötés),
- a Magyar Irodalom Házával kötött szerződésben felhasználási jog biztosítása a teljes addigi írásban publikált életmű, illetve a szerződésben megjelölt határidőig írásban publikálandó valamennyi mű korlátlan digitális közzétételére, azzal megkötéssel, hogy szerzői jogaikat más vonatkozásokban maradéktalanul megtartják,
- részvétel az éves tagválasztó gyűlésen.

A szerződés értelmében az írókat évente emelkedő, a mindenkori minimálbér négyszereséhez közeli havi összeg illeti meg. Korábban a tagsággal egyéb költségtérítés is járt, így Internet-előfizetés, előfizetés egy (tetszőleges, magyar nyelvű) napilapra és négy (tetszőleges, magyar nyelvű) irodalmi folyóiratra. Az Akadémia megfesteti a tagok portréját egy általuk kiválasztott festőművésszel, s azt a Petőfi Irodalmi Múzeumban elhelyezi (elérhetőség Archiválva 2018. március 7-i dátummal a Wayback Machine-ben).
A DIA-szerzők könyvtára a többszöri publikációkat kivonva mintegy 1300 kötetes, amiből 1200 már kint van a honlapon (2008 ősze). A könyvek digitalizációja után zajlik a kötetben nem publikált, de a szerző által fontosnak ítélt írások, indokolt esetben kéziratok és az egyes életművek szempontjából fontos műfordítások megjelentetése. A lassúság egyik oka, hogy a DIA szövegkritikai alapossággal digitalizál, másik oka a technológiai váltás, az SGML fájlokról áttértek az XHTML formátumra.

## Története
A DIA ötletgazdája Török András, az NKA 1994 és 1998 közötti elnöke volt. Az elképzelés véglegesítésében 1997 júniusa és 1998 tavasza között részt vett Magyar Bálint akkori oktatási miniszter is. Az NKA kezdeményezésére 1998 tavaszán a Petőfi Irodalmi Múzeum-Magyar Irodalom Háza a Művelődési és Közoktatási Minisztérium támogatásával egy „virtuális nemzeti intézmény”, a Digitális Irodalmi Akadémia (a korábbi tervek szerint Digitális Halhatatlanok Program) alapítását kezdeményezte a Nemzeti Kulturális Alaphoz benyújtott pályázatában. A Nemzeti Kulturális Alap Bizottsága 1998. április 6-ával a pályázatot elfogadta. A program 2000 őszétől 2006 végéig a Neumann János Digitális Könyvtár önálló projektje volt, 2007 januárjától ismét a Petőfi Irodalmi Múzeum tevékenységei közé illesztve működik.
A DIA 39 taggal alakult meg, 2008 őszén a posztumuszokkal együtt 69 tagja volt, közülük 35 élő. Évente egy új, illetve az első három évben, valamint 2008-tól posztumusz akadémiai tag(ok)at) választott. 2018 márciusában 30 élő és 58 posztumusz, összesen 88 tagja, 2020 végén pedig 101 fő, köztük 34 élő tagja volt.

## Finanszírozása
Kezdetben, 2000. december 31-éig a Nemzeti Kulturális Alap vállalt kötelezettséget a program finanszírozására. A Nemzeti Kulturális Örökség Minisztériuma az NKA-n keresztül támogatta a program folytatását 2006. december 31-éig. A DIA azóta a Petőfi Irodalmi Múzeum részlegeként működik, így annak költségvetése révén finanszírozódik.
A DIA-ban szereplő szerzők havonta nagyjából a minimálbér négyszeresét kapják műveik internetes elérhetőségéért cserébe.

## Tagjai
A DIA működését a múzeumi főigazgató utasítása szabályozza. A szabályzat II. pontja szerint:
- A DIA élő tagjainak száma nem eshet 30 fő alá és nem emelkedhet 40 fölé
- A DIA elhunyt tagjai azok a szerzők, akik életükben lettek taggá és azóta elhunytak
- A DIA posztumusz tagjai azok a szerzők, akiket haláluk után választottak a DIA tagjává. Posztumusz tag az lehet, aki a választását megelőző 70 év során hunyt el.

Az új tagokat a DIA élő tagjainak tagválasztó gyűlése választja meg, melyet legalább évente egyszer tartanak. Élő tagságra a DIA élő tagjai állítanak jelöltet, posztumusz tagságra pedig a múzeum főigazgatója; ugyanő állapítja meg az alkalmanként felvehető új tagok számát, valamint élő tagnak jelölheti a Nemzet Művésze-díjas szerzőket.
A megválasztott élő tag akkor válik a DIA tagjává, ha vele a szerzői életműre kötött felhasználási szerződést 90 napon belül aláírták. A megválasztott posztumusz tag tagságához a jogörökössel kötnek felhasználási szerződést; ennek hiányában a megválasztott szerző nem lesz a DIA tagja.
A tagok névjegyzékét a PIM honlapján tüntetik fel, a hivatalos névjegyzéket és a taggá válás időpontját a DIA titkársága tartja nyilván.

### 2020 után
2020 folyamán jelentős „koncepcióváltás” kezdődött a DIA-ban. Mintegy száz új posztumusz tag felvételére nyílt lehetőség. A jelöltekre az élő tagok és különböző irodalmi szervezetek is tehettek javaslatot. A beérkezett 340 javaslatból egy „eseti bizottság” végül 113 szerzőt választott ki, akik egyelőre tagjelöltnek tekinthetők. A jogörökösök felkutatása és a felhasználói szerződések megkötése után nagyjából 200 főre bővül a DIA tagsága. Utána évekbe telik, amíg az életművek digitalizálva megjelenhetnek a PIM honlapján. Az élő tagok száma eközben továbbra sem haladhatja meg a 40 főt.